# Carex echinus
Carex echinus är en halvgräsart som beskrevs av Jisaburo Ohwi. Carex echinus ingår i släktet starrar, och familjen halvgräs. Inga underarter finns listade i Catalogue of Life.